# Christa Welzmüller
Christa Kulke (* 21. Februar 1948 in Inning am Ammersee, geborene Christa Welzmüller) ist eine ehemalige deutsche Kinderdarstellerin.

## Karriere
Kulke debütierte 1956 im Alter von acht Jahren unter der Regie von Erich Kobler in dem Kinderfilm Die Heinzelmännchen. In der Volksschule von Inning am Ammersee suchte Produzent Hubert Schonger nach mehreren Kindern, welche die Heinzelmännchen verkörpern sollten. Im selben Jahr produzierte Schonger auch den Märchenfilm Tischlein, deck dich unter der Regie von Jürgen von Alten. Hier war sie in der Schlussszene als kleines Dorfmädchen zu sehen. Ein Jahr später verkörperte sie eines der Geißlein unter dem Regisseur Peter Podehl in dem Märchenfilm Der Wolf und die sieben Geißlein. 1959 spielte sie ihre letzte Filmrolle als Katze unter der Regie von Rainer Geis in dem Märchenfilm Die Bremer Stadtmusikanten. In ihren beiden letzten Filmen stand sie gemeinsam mit Toni Mang vor der Kamera, mit dem sie zur Schule ging. Anschließend beendete sie ihre Karriere. Im Alter von 20 Jahren zog sie nach München. Mit ihrem Mann führte sie ein Geschäft. Heute befindet sich Kulke im Ruhestand. Sie ist die Tante der Fußballspieler Maximilian Welzmüller, Josef Welzmüller und Lukas Welzmüller.

## Filmografie
- 1956: Die Heinzelmännchen, nach einer Sage und der Ballade von August Kopisch
- 1956: Tischlein, deck dich, nach dem Märchen der Brüder Grimm
- 1957: Der Wolf und die sieben Geißlein, nach dem Märchen der Brüder Grimm
- 1959: Die Bremer Stadtmusikanten, nach dem Märchen der Brüder Grimm